# 키어스틴 시네마
키어스틴 시네마(영어: Kyrsten Sinema, 1976년 7월 12일 ~ )은 미국의 정치인이다.

## 학력
- 월튼 고등학교 졸업
- 브리검영 대학교 학사
- 애리조나 주립 대학교 사회복지학 석사
- 애리조나 주립 대학교 법학대학원 법학 박사
- 애리조나 주립 대학교 Justice Studies 박사
- 애리조나 주립 대학교 경영학 석사

## 경력
- 2005.01 ~ 2011.01 제47·48·49대 애리조나 제15선거구 하원의원
- 2011.01 ~ 2012.01 제50대 애리조나 제15선거구 상원의원
- 2013.01 ~ 2019.01 제113·114·115대 미국 애리조나주 제9선거구 연방하원의원
- 2019.01 ~ 2025.01 제116·117·118대 미국 애리조나주 연방상원의원

## 역대 선거 결과
| 선거명      | 직책명                         | 대수  | 정당        | 득표율 | 득표수      | 결과 | 당락                     |
| ----------- | ------------------------------ | ----- | ----------- | ------ | ----------- | ---- | ------------------------ |
| 2002년 선거 | 하원의원 (애리조나 제15선거구) | 46대  | 미국 녹색당 | 8.19%  | 2,945표     | 5위  | 낙선                     |
| 2004년 선거 | 하원의원 (애리조나 제15선거구) | 47대  | 민주당      | 30.19% | 19,402표    | 2위  | 애리조나 주의원 당선     |
| 2006년 선거 | 하원의원 (애리조나 제15선거구) | 48대  | 민주당      | 32.57% | 14,692표    | 2위  | 애리조나 주의원 당선     |
| 2008년 선거 | 하원의원 (애리조나 제15선거구) | 49대  | 민주당      | 38.28% | 22,721표    | 2위  | 애리조나 주의원 당선     |
| 2010년 선거 | 상원의원 (애리조나 제15부)     | 50대  | 민주당      | 62.82% | 18,013표    | 1위  | 애리조나 주의원 당선     |
| 2012년 선거 | 하원의원 (애리조나 제9선거구)  | 113대 | 민주당      | 48.73% | 121,881표   | 1위  | 애리조나주 하원의원 당선 |
| 2014년 선거 | 하원의원 (애리조나 제9선거구)  | 114대 | 민주당      | 54.68% | 88,609표    | 1위  | 애리조나주 하원의원 당선 |
| 2016년 선거 | 하원의원 (애리조나 제9선거구)  | 115대 | 민주당      | 60.92% | 169,055표   | 1위  | 애리조나주 하원의원 당선 |
| 2018년 선거 | 상원의원 (애리조나 제1부)      | 116대 | 민주당      | 49.96% | 1,191,100표 | 1위  | 애리조나주 상원의원 당선 |